# Grabarka-Klasztor
Grabarka-Klasztor [ɡraˈbarka ˈklaʂtɔr] est un village polonais de la gmina de Nurzec-Stacja dans le powiat de Siemiatycze et dans la voïvodie de Podlachie.